# Daniel Kwan
Daniel Kwan, född 10 februari 1988 i Westborough i Massachusetts, är en amerikansk filmregissör, manusförfattare, och filmproducent. Tillsammans med Daniel Scheinert, utgör han den ena halvan av filmskaparduon Daniels. Bland duons mest kända arbeten märks filmerna Swiss Army Man och Everything Everywhere All at Once, där de för den sistnämnda filmen bland annat har vunnit tre stycken Oscarsstatyetter, i kategorierna Bästa film, Bästa regi, och Bästa originalmanus.
Kwan har taiwanesiska och hongkongska rötter. Han är sedan år 2016 gift med filmskaparen och animatören Kirsten Lepore, med vilken han har en son.

## Filmografi (i urval)

### Filmer
- 2016 – Swiss Army Man
- 2022 – Everything Everywhere All at Once

### TV-serier
- 2013 – NTSF:SD:SUV:: (TV-serie)
- 2013 – Childrens Hospital (TV-serie)
- 2019 – Legion (TV-serie)
- 2023 – Star Wars: Skeleton Crew (TV-serie)

### Musikvideos
- 2011 – "Don't Stop (Color on the Walls)" (Foster the People)
- 2012 – "Simple Song" (The Shins)
- 2012 – "Houdini" (Foster the People)
- 2014 – "Turn Down for What" (DJ Snake feat. Lil Jon)